# Cattedrale di Pamplona
La cattedrale di Santa Maria la Reale (in spagnolo Catedral de Santa María la Real, in basco Andre Mariaren Jasokundearen katedrala) è il principale luogo di culto della città di Pamplona, in Spagna, sede vescovile dell'omonima arcidiocesi.

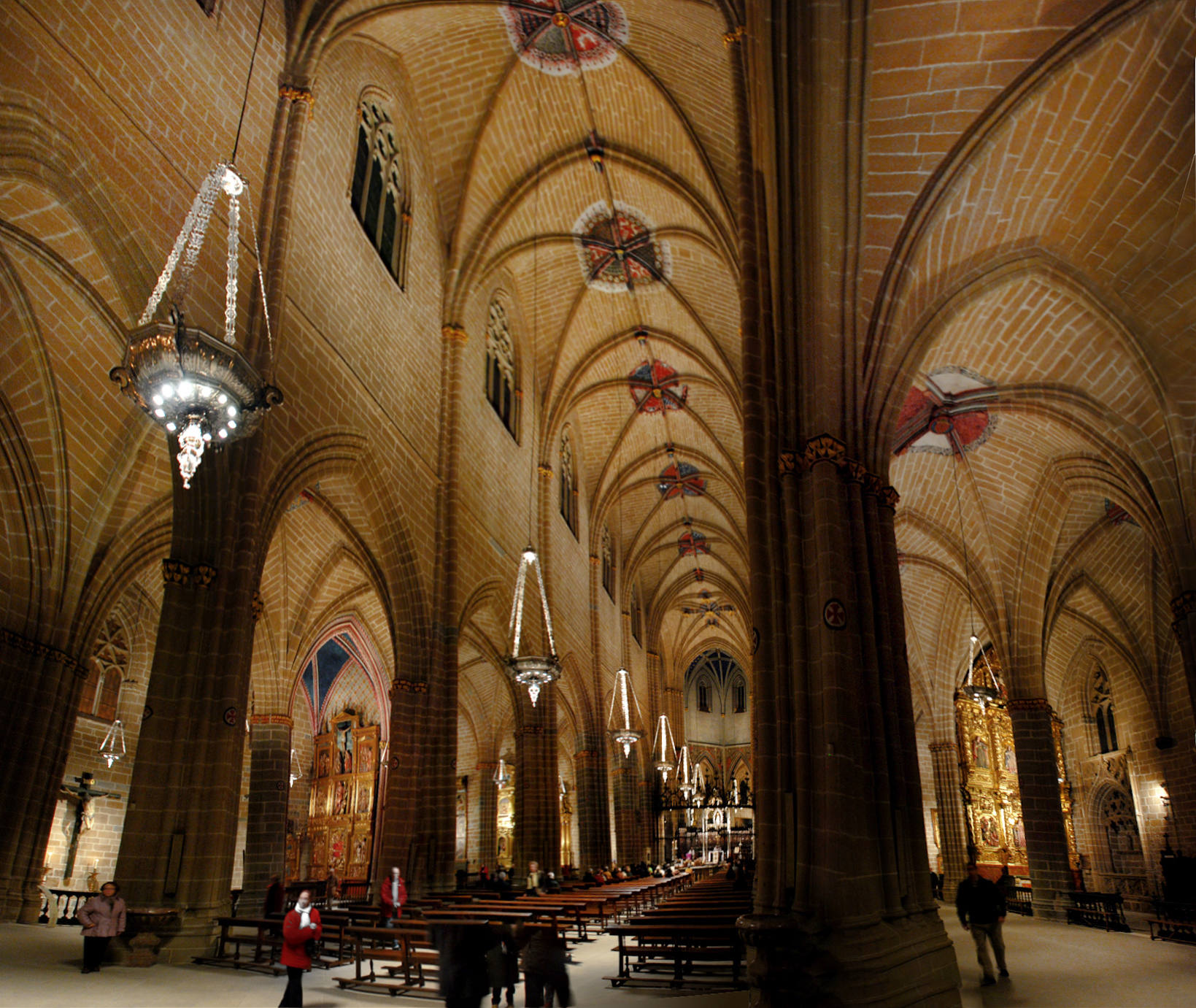
Veduta dell'interno gotico